# Рибніков Нісен Йосипович
Нісен Йосипович Рибніков (1887?, містечко Городня, тепер Чернігівської області — ?) — радянський партійний діяч, голова Полтавської губернської КК-РСІ, голова Одеської оружної КК-РСІ, голова Чернігівської обласної КК-РСІ. Член Центральної Контрольної Комісії КП(б)У в травні 1924 — січні 1934 року. Кандидат у члени ЦК КП(б)У в січні 1934 — травні 1937 року. Член ВУЦВК 10—12-го скликань.

## Біографія
Народився в родині єврейського міщанина містечка Городні Чернігівської губернії.
Член РСДРП(б) з 1903 року.
Працював прикажчиком книжкового магазину в місті Катеринославі.
З 1912 по 1914 рік проводив активну підпільну роботу в Катеринославській міській більшовицькій організації.
Після 1917 року — на відповідальній радянській роботі.
У березні — серпні 1923 року — відповідальний секретар Лубенського окружного комітету КП(б)У Полтавської губернії.
У січні — червні 1924 року — відповідальний секретар Лубенського окружного комітету КП(б)У Полтавської губернії.
На 1924 рік — голова Полтавської губернської Контрольної комісії — Робітничо-селянської інспекції. Потім працював у Ревізійній комісії Полтавського товариства сільськогосподарського кредиту.
У січні — серпні 1925 року — відповідальний секретар Катеринославського окружного комітету КП(б)У Катеринославського губернії.
До серпня 1925 року — завідувач організаційного відділу Катеринославського губернського комітету КП(б)У. З серпня по грудень 1925 року — завідувач організаційного відділу Катеринославського окружного комітету КП(б)У.
У 1927—1930 роках — голова Одеської окружної Контрольної комісії — Робітничо-селянської інспекції.
У 1932—1934 роки — голова Чернігівської обласної Контрольної комісії — Робітничо-селянської інспекції та член Організаційного бюро ЦК КП(б)У по Чернігівській області. 
Подальша доля невідома.